# Changcheng Yan
Changcheng Yan (chinesisch 長城岩 ‚Große-Mauer-Felsen‘) ist ein bis zu 96 m hoher, mauerartiger Felsvorsprung auf der Fildes-Halbinsel von King George Island im Archipel der Südlichen Shetlandinseln. Er ragt südöstlich des Dajiao Hu in einer Entfernung von 600 m zur Collinseiskappe auf.
Chinesische Wissenschaftler benannten ihn 1986. Seine Bänderung erinnerte sie an die Große Mauer.